# Борковичский сельсовет
Борковичский сельсовет — административная единица на территории Верхнедвинского района Витебской области Республики Беларусь. Административный центр — агрогородок Борковичи.

## История
В 2008 году упразднена деревня Скорода.
В 2009 году деревня Нурово преобразована в агрогородок.
В 2011 году деревня Борковичи преобразована в агрогородок. 

## Состав
Борковичский сельсовет включает 30 населённых пунктов:
- Адамово — деревня.
- Барсуки — деревня.
- Батурино — деревня.
- Борковичи — агрогородок[4].
- Брюшково — деревня.
- Буки — деревня.
- Бураково — деревня.
- Владычино — деревня.
- Гвозды — деревня.
- Геронки — деревня.
- Горки — деревня.
- Двор-Зелки — деревня.
- Дворица — деревня.
- Дубы — деревня.
- Заборье — деревня.
- Заборье (ферма) — деревня.
- Замошье — деревня.
- Зельки — деревня.
- Луначарское — деревня.
- Магеры — деревня.
- Мазурино — деревня.
- Мышки — деревня.
- Новый Двор — деревня.
- Нурово — агрогородок[3]
- Нурово — агрогородок.
- Пискуново — деревня.
- Плищино — деревня.
- Рожевщина — деревня.
- Савейки — деревня.
- Ульяново — деревня.
- Шупейки — деревня.

Упразднённые населённые пункты:
- Скорода — деревня[2].